# Harley-Davidson LiveWire

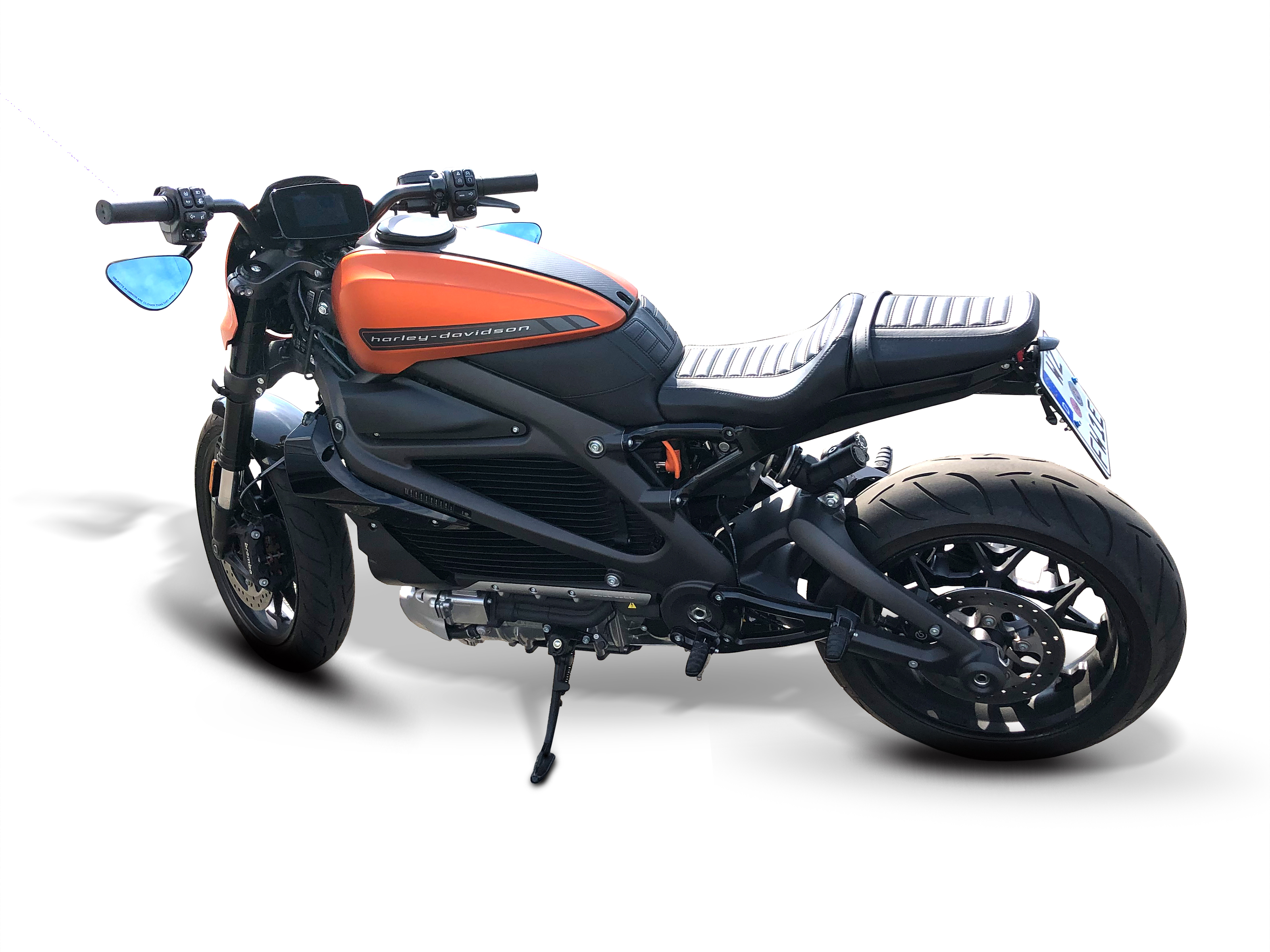
Harley-Davidson LiveWire (2022)

Die Harley-Davidson LiveWire ist ein seit 2019 angebotenes Elektromotorrad des amerikanischen Herstellers Harley-Davidson und das erste elektrifizierte Modell der Marke. Mit der Vorstellung des Modelljahrs 2022 (im Juli 2021) präsentiert Harley-Davidson die eigenständige, auf Elektromobilität ausgerichtete, Tochterfirma LiveWire EV und benannte das Modell in LiveWire ONE um.

## Geschichte
Im Sommer 2014 präsentierte Harley-Davidson das Projekt „Project LiveWire Experience“, in dessen Rahmen Prototypen der LiveWire erst in den USA sowie 2015 in Kanada und Europa für Testfahrten zur Verfügung standen. Im November 2014 wurde die Maschine im Rahmen der EICMA erstmals in Europa präsentiert. Im Januar 2018 teilte der Hersteller mit, dass anderthalb Jahre später der Markteintritt erfolgen werde.

## Technik
Das Fahrzeug wird von einer flüssigkeitsgekühlten permanenterregten Gleichstrommaschine angetrieben. Es hat einen luftgekühlten 15,5-kWh-Lithium-Ionen-Akku mit einer Masse von 104 kg. Beim Bremsen wird durch Rekuperation ein Teil der Bewegungsenergie zurückgewonnen, um den Akku aufzuladen. Die Ladezeit, um den Akkuladestand auf 80 % zu bringen, liegt bei 40 min an einer Gleichstrom-Schnellladesäule und mit einem CCS-Stecker; die volle Ladung benötigt eine Stunde. An einer haushaltsüblichen Schutzkontaktsteckdose muss die Maschine eine Nacht lang geladen werden. Die Gesamtmasse des Krads beträgt 249 kg.
Zu den weiteren technischen Details der Maschine gehören u. a. Brembo-Monoblocbremsen, voll einstellbare Showa-Federelemente, verstellbare Traktionskontrolle, Wheelie-Kontrolle, ABS und einstellbare Fahrprogramme, dabei kann das Krad mit einer inertialen Messeinheit eine Schräglage erkennen. Ferner ist eine berührungsempfindliche Flüssigkristallanzeige eingebaut.

## Rezeption
„Ausgerechnet die Marke, die an der Vergangenheit zu hängen scheint wie keine andere“, schrieb der Testfahrer des Spiegels, habe „ein wirklich gutes“ elektrisches Motorrad auf den Markt gebracht.
Die LiveWire sei der „passende Auftakt“ für den von Harley-Davidson geäußerten Anspruch, die elektrische Mobilität bei Zweirädern anzuführen, urteilte der Rezensent des ADAC.

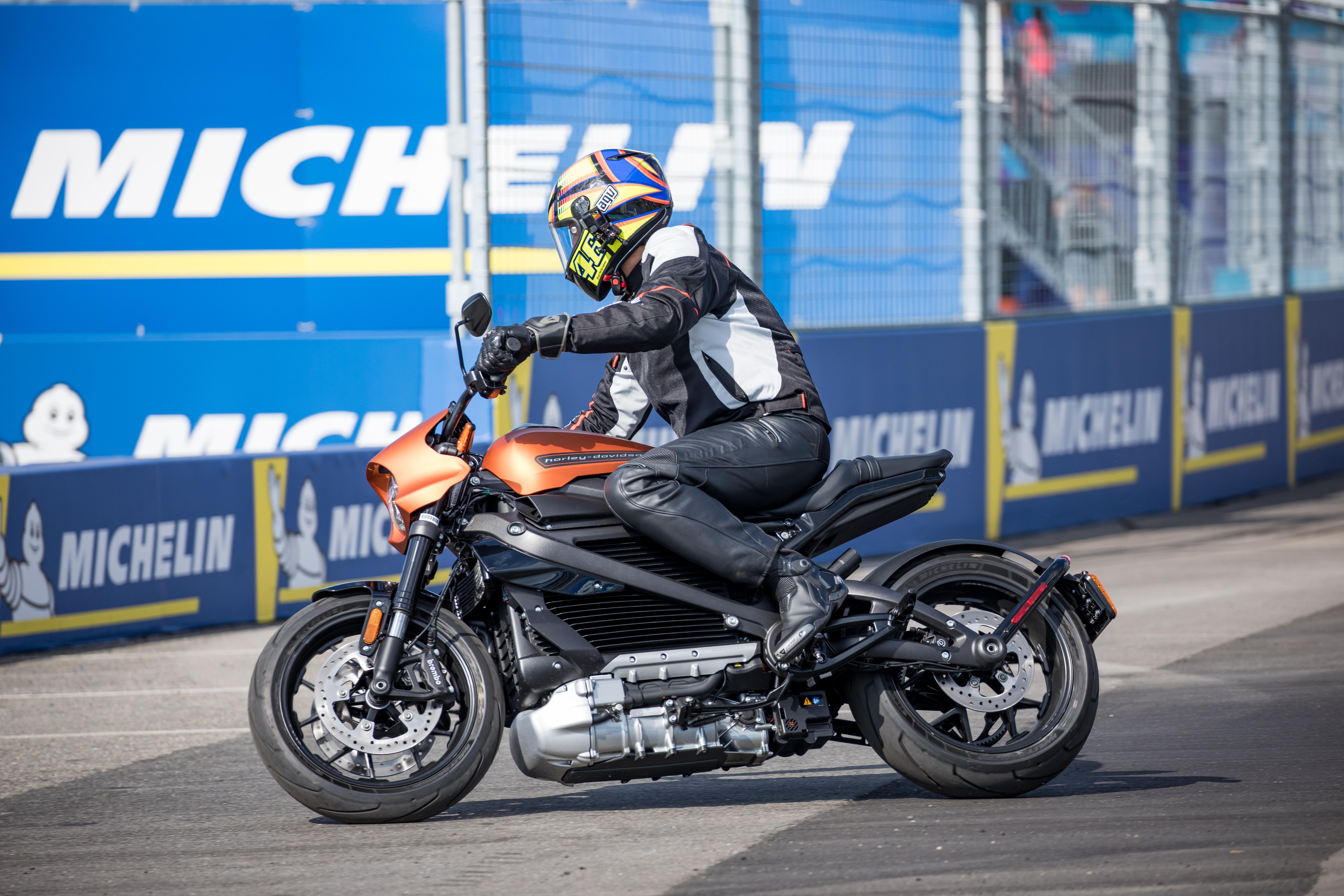
Harley-Davidson LiveWire beim FormulaE Day 2019
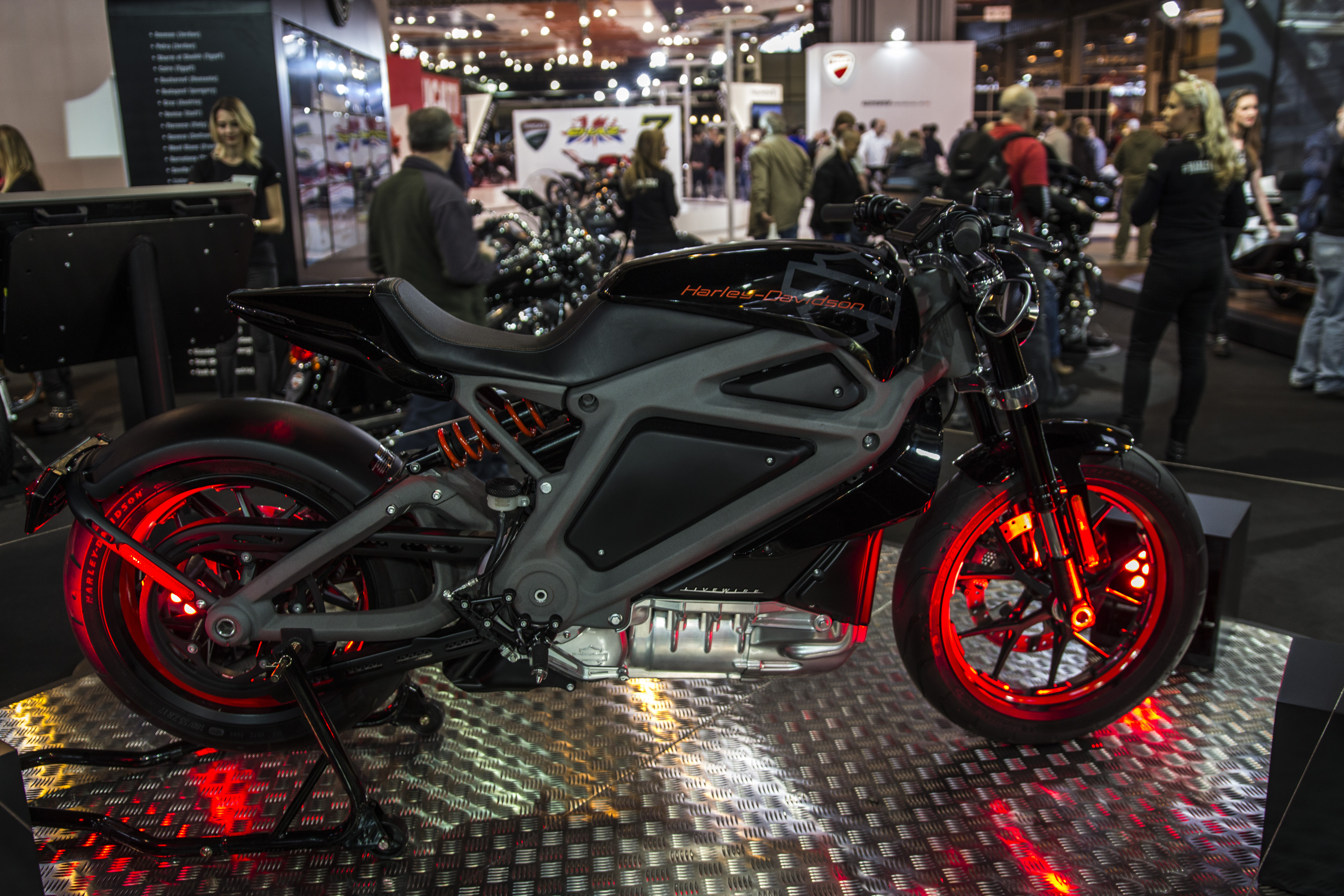
Harley-Davidson LiveWire auf der EICMA 2014